# Sächsische VIII 2
| VIII2 DR-Baureihe 13.70 | VIII2 DR-Baureihe 13.70              | VIII2 DR-Baureihe 13.70              |
| ----------------------- | ------------------------------------ | ------------------------------------ |
|                         |                                      |                                      |
| Hersteller:             | Sächsische Maschinenfabrik, Chemnitz | Sächsische Maschinenfabrik, Chemnitz |
| Nummerierung:           | 101–110 13 7001–7007                 | 111–120 13 7008–7012                 |
| Baujahr:                | 1891                                 | 1894                                 |
| Ausmusterung:           | bis 1928                             | bis 1928                             |
| Anzahl:                 | 10                                   | 10                                   |
| Bauart:                 | 2’B n2                               | 2’B n2                               |
| Spurweite:              | 1.435 mm                             | 1.435 mm                             |
| Länge über Puffer:      | 16.482 mm                            | 16.482 mm                            |
| Leermasse:              | 44,6 t                               | 43,4 t                               |
| Reibungsmasse:          | 28,0 t                               | 27,8 t                               |
| Dienstmasse:            | 49,4 t                               | 48,2 t                               |
| Achsfahrmasse:          | 14 t                                 | 13,9 t                               |
| Höchstgeschwindigkeit:  | 85 km/h                              | 85 km/h                              |
| indizierte Leistung:    | k. A.                                | k. A.                                |
| Treibraddurchmesser:    | 1.875 mm                             | 1.875 mm                             |
| Laufraddurchmesser:     | 1.035 mm                             | 1.035 mm                             |
| Steuerungsart:          | Allan                                | Allan                                |
| Zylinderdurchmesser     | 440 mm                               | 440 mm                               |
| Kolbenhub               | 600 mm                               | 600 mm                               |
| Kesselüberdruck:        | 10 bar                               | 12 bar                               |
| Anzahl der Heizrohre:   | 192 / 191 / 224                      | 220                                  |
| Heizrohrlänge:          | 4.025 mm                             | 4.025 mm                             |
| Rostfläche              | 2,33 m²                              | 2,33 m²                              |
| Strahlungsheizfläche:   | 10,2 m²                              | 10,3 m²                              |
| Rohrheizfläche:         | 109,3 / 108,7 / 113,6 m²             | 111,3 m²                             |
| Verdampfungsheizfläche: | 119,48 / 118,9 / 123,5 m²            | 121,6 m²                             |
| Bremse:                 | Westinghouse-Druckluftbremse         | Westinghouse-Druckluftbremse         |

Als Gattung VIII2 bezeichneten die Königlich Sächsischen Staatseisenbahnen zweifach gekuppelte Schlepptenderlokomotiven für den Schnellzugdienst. Die Deutsche Reichsbahn ordnete die Lokomotiven ab 1925 in die Baureihe 13.70 ein.

## Geschichte
Sie wurde in den Jahren 1891 bis 1895 von der Sächsischen Maschinenfabrik in Chemnitz gefertigt. Ihre Konstruktion lehnte sich an die Preußische S 2 an, im Unterschied zu dieser besaß sie allerdings ein Zweizylindernassdampftriebwerk.
Sachsen erwarb insgesamt 20 Lokomotiven dieser Gattung, welche die Bahnnummern 101 bis 120 erhielten. Die Nummer 111 war die 2.000. von der Sächsischen Maschinenfabrik gebaute Lokomotive und erhielt den einprägsamen Namen ZWEITAUSEND. Die übrigen Lokomotiven trugen Namen europäischer Haupt- und Großstädte, mit Ausnahme der Nr. 119, die PRIESTEWITZ genannt wurde, zur Erinnerung an einen kleinen Bahnhof, auf dem die Saxonia im Jahr 1838 einen Unfall gehabt hatte.
Die Deutsche Reichsbahn übernahm nach 1920 noch zwölf Lokomotiven mit den Betriebsnummern 13 7001 bis 13 7012. Sie wurden bis 1928 ausgemustert.

## Einsatz
Zunächst wurden die Lokomotiven im Schnellzugverkehr auf den Hauptstrecken in Sachsen verwendet. Mit der Indienststellung der Gattung VIII V1 ab 1896 wurden sie jedoch dann rasch aus dem hochwertigen Zugdienst verdrängt.

## Technische Merkmale
Die Lokomotiven besaßen einen aus drei Schüssen gefertigten Langkessel mit halbrunder Decke. Zur Kesselspeisung dienten zwei nichtsaugende Injektoren. Auf dem hinteren Kesselschuss war das Ramsbottom-Sicherheitsventil angeordnet.
Die Dampfmaschine war als Zweizylinder-Triebwerk mit innenliegender Allansteuerung konstruiert. Angetrieben wurde die erste Kuppelachse. Die Treibachsen waren fest im Rahmen gelagert.
Die Lokomotiven der ersten Lieferserie erhielten Druckluftbremsen der Bauart Schleifer, welche beidseitig auf beide Kuppelachsen wirkte. Ab der zweiten Bauserie wurden Westinghouse-Druckluftbremsen eingebaut, die später auch bei den Lokomotiven der ersten Bauserie nachgerüstet wurde.
Die Lokomotiven waren mit Schlepptendern der sächsischen Bauarten sä 3 T 12 und sä 2'2' T 21 gekuppelt.